# لويس أيه جونسون
لويس أيه جونسون (بالإنجليزية: Louis A. Johnson) (و. 1891 – 1966 م) هو محام، وسياسي من الولايات المتحدة الأمريكية ولد في روانوك.
وهو عضو في الحزب الديمقراطي الأمريكي . شغل جونسون منصب وزير الدفاع الأمريكي الثاني من 1949 إلى 1950. وكان مساعد وزير الحرب من 1937 إلى 1940 والقائد الوطني للفيلق الأمريكي من 1932 إلى 1933.

## التعليم
تعلم في جامعة فرجينيا.

## روابط خارجية
- لويس أيه جونسون على موقع مونزينجر (الألمانية)
- لويس أيه جونسون على موقع إن إن دي بي (الإنجليزية)